# تاريخ جيش الولايات المتحدة
بدأ تاريخ جيش الولايات المتحدة في عام 1775. كان جيش الولايات المتحدة، منذ تشكيله، الجزء الرئيسي القائم على البر من القوات المسلحة الأمريكية. كانت المسؤولية الرئيسية للجيش خوض المعارك البرية والاحتلال العسكري. يمتلك فيلق المهندسين أيضًا دورًا أساسيًا في التحكم بالأنهار داخل الولايات المتحدة. تأسس الجيش القاري نظرًا للحاجة إلى جنود محترفين في الحرب الثورية الأمريكية لمحاربة الجيش البريطاني الغازي. حتى أربعينيات القرن العشرين، كان الجيش ضئيلًا نسبيًا في أوقات السلم. في عام 1947، أصبحت القوات الجوية مستقلة تمامًا عن القوات الجوية لجيش الولايات المتحدة. كان الجيش تحت سيطرة وزارة الحرب حتى عام 1947، ومنذ ذلك الحين أصبح تحت سيطرة وزارة الدفاع. خاض الجيش الأمريكي الحروب الهندية في تسعينيات القرن الثامن عشر، وحرب 1812 (1812 – 1815)، والحرب الأهلية الأمريكية (1861 – 1865)، والحرب الإسبانية الأمريكية (1898)، والحرب العالمية الأولى (1917 – 1918)، والحرب العالمية الثانية (1941 – 1945)، والحرب الكورية (1950 – 1953)، وحرب فيتنام (1965 – 1971). بعد نهاية الحرب الباردة في عام 1991، ركز الجيش بشكل أساسي على غرب آسيا، وشارك أيضًا في حرب الخليج عام 1991 وحربي العراق وأفغانستان.
عندما بدأت الحرب الثورية الأمريكية في أبريل 1775، لم يكن لدى الثوار الاستعماريين جيشٌ. في السابق، اعتمدت كل مستعمرة على ميليشيا خاصة بها، وتكونت من جنود مدنيين بدوام جزئي. فوضت أوامر الكونغرس الأولية تشكيل عشر سرايا من حاملي البنادق. لم يتشكل أول فوج كامل من مشاة الجيش النظامي وفوج المشاة الثالث، حتى يونيو 1784. بعد الحرب، حُلّ الجيش القاري سريعًا بسبب انعدام الثقة الأمريكية بالجيوش العاملة، وأصبحت ميليشيات الولايات غير النظامية جيشَ الأمة الجديد الوحيد على البر، باستثناء فوج لحراسة الحدود الغربية وبطارية مدفعية واحدة تحرس ترسانة وست بوينت.
خلال حرب 1812، فشل غزو كندا بسبب الاعتماد على ميليشيات الولايات بشكل كبير، ولم تتمكن القوات الأمريكية من منع البريطانيين من حرق واشنطن، العاصمة الجديدة. مع ذلك، فإن الجيش النظامي، تحت قيادة الجنرالين وينفيلد سكوت وجاكوب براون، أثبت احترافه وقدرته على صد هجوم كبير من قِبل الجيش البريطاني النظامي في حملة نياغارا لعام 1814. بين عامي 1815 و1860، كان الدور الرئيسي للجيش الأمريكي محاربة الأمريكيين الأصليين في الغرب في الحروب الأمريكية الهندية، وحراسة محطات المدفعية الساحلية في الموانئ الرئيسية. استخدمت الولايات المتحدة الوحدات النظامية والعديد من الوحدات التطوعية في الحرب الأمريكية المكسيكية في 1846 – 1848. في بداية الحرب الأهلية الأمريكية، كان الجيش الأمريكي النظامي صغيرًا ومُنتدبًا بشكل عام للدفاع عن حدود الأمة من هجمات الهنود. عقب الحرب الأهلية، خاض الجيش الأمريكي مزيدًا من الحروب مع الهنود، الذين قاوموا التوسع الأمريكي في وسط القارة.
من خلال قوة مشتركة من المجندين والمتطوعين، شُكل الجيش الوطني من قِبل وزارة الحرب الأمريكية في عام 1917 للقتال في الحرب العالمية الأولى. خلال الحرب العالمية الثانية، شُكل جيش الولايات المتحدة خلفًا للجيش الوطني. مهدت نهاية الحرب العالمية الثانية الطريق للمواجهة الأيدولوجية المعروفة باسم الحرب الباردة. مع اندلاع الحرب الكورية، أدت المشاغل المتعلقة بالدفاع عن أوروبا الغربية إلى تشكيل حلف الناتو. خلال الحرب الباردة، قاتلت القوات الأمريكية وحلفاؤها القواتَ الشيوعية في كوريا وفيتنام. كانت ثمانينيات القرن العشرين في معظمها عقدًا من إعادة التنظيم. تحول الجيش إلى قوة من المتطوعين فقط مع تركيز أكبر على التدريب والتكنولوجيا. بحلول عام 1989، اقتربت الحرب الباردة من نهايتها. استجابةً لذلك، بدأت قيادة الجيش في التخطيط لخفض القوة. بعد عاصفة الصحراء، لم يشهد الجيش عمليات قتالية كبيرة لما تبقى من تسعينيات القرن العشرين. بعد هجمات 11 سبتمبر، وبمثابةِ جزءٍ من الحرب على الإرهاب، غزت القوات الأمريكية وقوات الناتو الأخرى أفغانستان عام 2001، لتحل محل حكومة طالبان. شارك الجيش في غزو الولايات المتحدة وحلفائها للعراق عام 2003.

## الجيش القاري
تألف الجيش القاري من قواتٍ من الولايات الثلاثة عشر جميعها. حين بدأت الحرب الثورية الأمريكية في معارك ليكسينغتون وكونكورد في أبريل 1775، لم يكن لدى الثوار الاستعماريين جيش. سابقًا، اعتمدت كل مستعمرة على ميليشيا خاصة بها، مكونة من جنود مدنيين بدوام جزئي، للدفاع المحلي، أو أنشأت «أفواج إقليمية» مؤقتة خلال أزمات محددة مثل الحرب الفرنسية والهندية. بتزايد التوترات مع بريطانيا العظمى في السنوات التي سبقت الحرب، بدأ المستعمرون في تقويم ميليشياتهم استعدادًا للصراع المحتمل. ازدادت عمليات تدريب رجال الميليشيات بعد إقرار القوانين التي لا تطاق في عام 1774. اقترح مستعمرون مثل ريتشارد هنري لي تشكيل جيش ميليشيا وطني، لكن الكونغرس القاري الأول رفض هذه الفكرة.
في 23 أبريل 1775، سمح الكونغرس الإقليمي في ماساشوستس بتشكيل جيش استعماري يتكون من 26 فوجًا من السرايا، تلاها بعد فترة وجيزة تشكيل قوات مماثلة ولكن أصغر حجمًا من نيو هامبشاير ورود آيلاند وكونيتيكت. في 14 يونيو 1775، قرر المؤتمر القاري الثاني المضي قدمًا في إنشاء جيش قاري لأغراض الدفاع المشترك، واعتماد القوات الموجودة أساسًا خارج بوسطن (22,000 جندي) ونيويورك (5,000). جمع أيضًا أول عشر سرايا من القوات القارية على أساس التجنيد لمدة عام واحد، وجُمع حاملو البنادق من ولاية بنسلفانيا وماريلاند وديلاوير وفيرجينيا كقوات مشاة خفيفة، والتي أصبحت لاحقًا عام 1776 الفوج القاري الأول. في 15 يونيو، انتخب الكونغرس جورج واشنطن قائدًا أعلى للقوات المسلحة بالإجماع. كان المجندون من الشباب والفقراء وغالبًا ما كانوا من أصول أيرلندية أو ألمانية. كان نحو واحد من كل عشرة جنود، أمريكيًا من أصل أفريقي.
نجح واشنطن في إجبار البريطانيين على الخروج من بوسطن عام 1776، لكنه هُزم وكاد يؤسر في وقت لاحق من ذلك العام عندما خسر مدينة نيويورك. بعد عبور نهر ديلاوير في أوج الشتاء، هزم القوات البريطانية في معركتي ترينتون وبرنستون واستعاد نيو جيرسي وجدد زخم القضية الوطنية. بفضل استراتيجيته، احتجزت القوات الثورية جيشين بريطانيين كبيرين في ساراتوجا في 1777 ويوركتاون 1781. يشيد المؤرخون بواشنطن لاختياره جنرالاته وإشرافه عليهم ولتشجيعه الروح المعنوية وقدرته على إبقاء الجيش متماسكًا ولتنسيقه مع حكام الولايات ووحدات الميليشيات المحلية وعلاقاته مع الكونغرس واهتمامه بالإمدادات والخدمات اللوجستية والتدريب. لكن في المعركة، هُزم واشنطن مرارًا وتكرارًا على يد جنرالات بريطانيين بجيوش أكبر. بعد تحقيق النصر في عام 1783، استقال واشنطن بدل استلام السلطة، مما يثبت معارضته للديكتاتورية العسكرية والتزامه بالجمهورية الأمريكية.